# Само Томашик
Само Томашик (слч. Sámuel Tomášik; Јелшавска Тјеплица, 8. фебруар 1813 — Хижње, 10. септембар 1887) је био словачки песник и прозаик који је писао под псеудонимом Козодолски Томашек.
Познат је као аутор панславенске и патриотска песме »"“« (1834) која је с измењеним насловом и стиховима била свечана песма СФРЈ (од 1943), химна СФРЈ (од 1977. привремена химна, а од 1988. коначна). Служила је и као химна СР Југославије, и Државне Заједнице Србија и Црна Гора (до 2006). У Словачкој је то патриотска песма, која за Словаке има значај друге химне..
Школовао се у Јелшави и Гемеру, гимназију је похађао у Рожњавама, а студије је касније наставио у Кежмароку, Кракову и Вјелички. Пре него је завршио студије подучавао је двије године у Банревема, али када му се разболио отац вратио се кући, да би након очеве смрти постао евангелички свештеник у Хижњеу.
Матице словенска је 12. фебруара 2023. године у Гемерским Теплицама организовала меморијалну манифестацију из које је настао и кратки документарни филм.

## Значајнија дјела
- 1888. - Básně a písně, збирка басни и песама
- 1834. - Hej, Slováci. химна
- 1846. - Hladomra, проза (легенда)
- 1864. - Bašovci na Muránskom zámku, приче
- 1865. - Sečovci, veľmoži gemerskí, приче
- 1867. - Vešelínovo dobytie Muráňa, приче
- 1870. - Odboj Vešelínov, приче
- 1873. - Malkotenti, приче
- 1876. - Kuruci, приче
- 1872. - Pamäti gemersko-malohontské, Историја Гемера
- 1883. - Denkwürdigkeiten des Muranyer Schlosses, mit Bezug auf die Vaterländische Geschichte, Историја дворца Муран
- , незавршена новела, само рукопис
- , драма, само рукопис
- , револуционарна песма
- , националистичка песма
- , песма